# 80807 Jimloudon
80807 Jimloudon este un asteroid din centura principală de asteroizi.

## Descriere
80807 Jimloudon este un asteroid din centura principală de asteroizi. A fost descoperit pe 7 februarie 2000 în cadrul proiectului CSS. Asteroidul prezintă o orbită caracterizată de o semiaxă mare de 2,44 ua, o excentricitate de 0,16 și o înclinație de 5,5° în raport cu ecliptica.